# Colegiul Național „Ienăchiță Văcărescu” din Târgoviște
Colegiul Național „Ienăchiță Văcărescu” este un liceu situat în municipiul Târgoviște, județul Dâmbovița, România. A fost înființat la sfârșitul secolului al XIX-lea și este cel mai vechi liceu din oraș.  <refhttps://www.gazetadambovitei.ro/top-stiri/c-n-ienachita-vacarescu-singura-scoala-din-romania-care-participa-la-bruxelles-la-evenimentul-your-europe-your-say/ C. N. Iienachiță văcărescu singura-școală din Romania care participăo la Bruxelles la evenimentul; Your Eeurope your say</ref>